# Padouchov
Padouchov je malá vesnice, část obce Proseč pod Ještědem v okrese Liberec. Nachází se asi jeden kilometr severozápadně od Proseče pod Ještědem. Padouchov leží v katastrálním území Javorník u Českého Dubu o výměře 4,6 km².

## Historie
První písemná zmínka o vesnici pochází z roku 1547.

## Pamětihodnosti
- Pomník dělnické manifestace roku 1870 na Ještědském hřebeni východně od Plání (kulturní památka)
- Lidová architektura čp. 2 (statek U Havelků)
- Několik dalších staveb tradiční architektury
- Památné lípy u torza chalupy v hoření části osady
- Staré vápencové lomy Velká a Malá Basa ve svahu nad osadou
- Ještědský vodopád, v jeho sousedství památný buk lesní